# Церковь Климента Папы Римского (Псков)
Церковь Святых Климента, Папы Римского, и Петра, архиепископа Александрийского (Морской храм священномученика Климента Римского) — православный храм в Пскове.
Расположен на левом берегу реки Великая, севернее Мирожского монастыря, район Завеличье.
Постройка храма святых датирована XIV веком, стиль храма — византийский, это можно понять по куполу в виде полукруга, внутреннее убранство храма говорит о том же стиле. Придел же Воздвижения Господня, пристроенный в XVIII веке, уже следует традициям русской церковной архитектуры, о чем говорит купол в виде «луковки», внутренне убранство — сообразно русской стилистике.
Храм открыт каждый день с 9.00 по 18.00, в субботу — с 9.00 до окончания вечернего богослужения (примерно до 19.00).

## История
Построена в XIV веке, с посвящением двум святым — Клименту, Папе Римскому и Петру, Архиепископу Александрийскому, чью память церковь совершает 25 ноября старого стиля (8 декабря по новому стилю). Ранее монастырская церковь Климентского монастыря, упоминание монастыря в летописи в 1354 году.
Передана в 1992 году Псковской епархии, в 1993 открыта для служб.
С 14 октября 2020 года настоятелем храма назначен иерей Михаил Буценка.
С 20 октября 2021 года в храме на клиросе звучат песнопения хорового коллектива «Хородиа». На богослужениях наряду с традиционными русскими напевами можно услышать песнопения знаменной, византийской, болгарской, сербской, грузинской и даже арамейской традиций.